# Jonathan Robinson
Jonathan Robinson (* 11. August 1756 in Hardwick, Worcester County, Province of Massachusetts Bay; † 3. November 1819 in Bennington, Vermont) war ein US-amerikanischer Jurist und Politiker (Demokratisch-Republikanische Partei), der den Bundesstaat Vermont im US-Senat vertrat.
Im Alter von fünf Jahren zog Jonathan Robinson mit seinen Eltern aus Massachusetts nach Vermont. Die Familie ließ sich in Bennington nieder. Sein älterer Bruder Moses bekleidete dort ab 1762 das Amt des Town clerk, des obersten Beamten der Stadt; später wurde er Gouverneur von Vermont und saß für den Staat ebenfalls im Senat. Der 15 Jahre jüngere Jonathan begann seine politische Laufbahn 1789 als Abgeordneter im Repräsentantenhaus von Vermont. Danach wurde er juristisch tätig: Er studierte die Rechtswissenschaften, wurde 1795 in die Anwaltskammer aufgenommen und nur wenig später an das Vormundschaftsgericht von Vermont berufen. Überdies wurde er wie schon sein Bruder Town clerk von Bennington.
Im Jahr 1801 wurde Robinson zum Obersten Richter am Vermont Supreme Court ernannt, woraufhin er seine anderen öffentlichen Ämter niederlegte. 1807 trat er als Richter zurück, um für Israel Smith, der sein Mandat während der laufenden Amtsperiode niedergelegt hatte, in den US-Senat nachzurücken. 1809 wurde er für weitere sechs Jahre bestätigt, nach deren Ablauf er nicht wieder kandidierte. In der Folge fungierte er wieder als Vormundschaftsrichter, was er bis zu seinem Lebensende blieb. 1818 wurde er noch einmal ins Repräsentantenhaus seines Staates gewählt.